# シルベスター&トゥイーティー ミステリー
『シルベスター&トゥイーティー ミステリー』（原題：The Sylvester & Tweety Mysteries）は、ワーナー・ブラザース・アニメーションが制作したアメリカ合衆国のテレビアニメ。アメリカでは1995年9月9日から2002年12月18日までに全52話が放送された。

## 概要
『タイニー・トゥーンズ』、『タズマニア』に続く形で制作されたルーニー・テューンズのスピンオフ作品であり、本作ではシルベスター・キャット、トゥイーティー、ヘクター、グラニーを主役としている。世界的に有名な名探偵グラニーのペットにして実働チームであるシルベスター、トゥイーティー&ヘクターの活躍を描いたギャグアニメ。

### 日本での展開
日本では1998年12月18日からカートゥーン ネットワークにて初放送。シーズン1からシーズン3までの話数が放送され、以降もリピート放送が行われている。ただしシーズン4・5の話数は日本国内での展開はされず未放送の状態となっている。U-NEXTのMaxでもシーズン1が配信されているが、オープニングはカットされている。

## 登場人物
シルベスター
声 - ジョー・アラスキー / 日本語版 - 江原正士
グラニーのペットであるネコ。隙あらばトゥイーティーを食べようとするが、ヘクターやグラニーに阻止されたり、賢いトゥイーティーに出し抜かれたりといつも失敗ばかり。またドジで不運な為、何も悪い事をしていない場合にもひどい目に遭うことが多い。
グラニーにはトゥイーティー以外のことに関しては従順で飼い主として慕っている。
トゥイーティーのボディーガードであるヘクターには力では敵わない為、あの手この手でトゥイーティーから遠ざけようとしたり罠に嵌めようとするがその都度手痛いしっぺ返しに遭っている。トゥイーティーを狙っていなくてもいじめられてしまう事も多く普段は歪み合っているが、時々は普通に接しあうこともある。
悪知恵が働き捻くれているがヘクターやトゥイーティーがピンチに陥った際は迷った挙句助ける等、お人好しな部分もあり、憎めないキャラクターとなっている。
最終回ではトゥイーティーを食べる夢からさめる結末を迎える。なお、この最終回はKids' WBでは放送されず、カートゥーン ネットワークで放送された。
トゥイーティー
声 - ジョー・アラスキー / こおろぎさとみ
グラニーのペットであるカナリヤ。シルベスターに頻繁に狙われているものの、持ち前の頭脳と幸運、グラニーとヘクターのおかげで切り抜けているが、時折油断が生じピンチに陥ることもある。大人顔負けの推理力と観察力を持ち、ほとんどの回で事件の解決策を見つけるのは彼であることが多い。
定番の「見た見た猫たん」という口癖は今回ではあまり言わない。
ヘクター
声 - フランク・ウェルカー / 松尾銀三
グラニーのペットである犬。トゥイーティーとは親友かつボディーガードのような関係で、グラニーから彼をシルベスターから守るようにしつけられており、シルベスターにとっては天敵。
頭はあまり良くない上に、肉、骨や木の棒など、犬の欲望にかなり弱い為、シルベスターの仕掛けた罠に簡単に引っかかってしまうが、後に戻ってきて倍にして返すのがお約束。力が強く乱暴で、特に理由もなくシルベスターをいじめることもあるが、それがグラニーに見つかって今度は自分が怒られてしまったりもする。
シルベスターとはトゥイーティーに関係無くお互い歪み合っている事が多いが、時々は普通に接し合う事もある。話せないが言葉は理解しており表情は豊か。また話によっては出ないこともある。
グラニー
声 - ジューン・フォーレイ / 京田尚子
世界的に有名な名探偵である老婆。ただし、自らは動くことはなく、実際の事件解決はペットである上記3匹が行うことがほとんどである。本名はエマ。
ナレーション
声 - 梅津秀行
文字を読むだけの日本語オリジナルナレーター。また、喋らないキャラクターの通訳を行うことも。

### ゲスト
ヨセミテ・サム
声 - ジム・カミングス、モーリス・ラマーシュ / 郷里大輔
本家同様、間を伸ばした喋り方をする。
ヒュービー＆バート
声 - ジム・カミングス＆ジェフ・ベネット / 梅津秀行
ネズミのコンビ。ヒュービーはバートを「ポイット」と呼ぶことが多い。
ペペ・ル・ピュー
声 - ジェフ・ベネット / 中村秀利
スカンク。背中に白いペンキを塗ったシルベスターを雌スカンクと誤解することがある。
サム・ファッド
声 - グレッグ・バルソン / 長島雄一
名前と外見、さらに声口調までエルマー・ファッドに似ているが、性格は少々冷酷。

### その他日本語版出演者
青山穣（#24）
麻生智久（#2）
安達忍（#11）
荒川太郎（#26）
有本欽隆（#23）
磯辺万沙子（#14）
岩崎ひろし（#15）
梅田貴公美（#18）
大塚芳忠（#10/#11/#12）
緒方賢一（#6/#7/#8/#9）
小形満（#3/#8/#9/#13/#16/#30/#31）
岡野浩介（#16/#22）
岡本章子（#19/#24/#26/#27）
落合弘治（#29）
落合るみ（#1/#2）
小野美幸（#1）
樫井笙人（#14）
川中子雅人（#24）
喜田あゆみ（#29）
玄田哲章（#32）
小桜エツ子（#10/#11/#12）
小島敏彦（#3/#13）
定岡小百合（#3/#6/#7）
佐藤美智子（#18/#23）
塩屋浩三（#6/#7/#20/#28/#30）
島香裕（#10/#11/#12）
鈴木勝美（#4/#5/#16/#17/#25/#28/#29/#32）
龍田直樹（#26）
田原アルノ：スモーキー、スタンレー（#27）
種田文子（#32）
茶風林：コット、プジェリー 他（#19）
辻親八（#32）
納谷六朗（#16）
西川幾雄（#22）
速見圭（#9/#16/#17/#25）
坂東尚樹（#23）
藤本譲（#3/#13/#24）
宝亀克寿（#27）
星野充昭（#4/#5/#18/#30/#31）
堀越真己（#4/#15）
増岡弘（#22）
松尾貴司（#6/#7）
真殿光昭（#18）
水野龍司（#21）
峰恵研（#4/#5）
麦人（#18）
山川亜矢（#21）※山川亜弥のクレジット誤表記の可能性あり
雪乃五月（#9/#22）

## 主題歌
テーマソング「Sylvester and Tweety Mystery」
作曲 - リチャード・ストーン、歌 - 雪村いずみ&タイムファイブ（日本語版）
日本語版オープニングでは日本語で歌っており、日本語版エンディング（日本のみ）では英語で歌っている。
エンディング「Merrie Melodies Theme」
英語版で使われているエンディング。メリー・メロディーズの楽曲をアレンジされたものだが、日本版では差し替え。

## スタッフ
- 製作総指揮 - ジェーン・マッカーディ
- プロデューサー - トム・ミントン、マイケル・ジェラルド、ジェームズ・T.ウォーカー
- シリーズ構成 - トム・ミントン
- 音楽 - リチャード・ストーン、スティーヴン・バーンスタイン、J・エリック・シュミット、ゴードン・グッドウィン、キャメロン・パトリック
- 制作協力 -  東京ムービー新社→キョクイチ東京ムービー（シーズン1）、 ココ・エンタープライズ（共同スタジオ -  三元動画、 東洋動画、 ソウルムービー）
- 製作 - ワーナー・ブラザース・アニメーション

### 日本語版制作スタッフ
- プロデューサー - 伊藤文子（#1 - #32）、ヴォニー・ニックス（#1 - #13）
- 録音・調整 - 田中和成（#1、#2）、高久孝雄（#3 - #5、#13）、宮本浩（#4 - #27）、田中和成（#28 - #34）
- 翻訳 - ジョーゲンセン由美子（#1 - #34）
- 演出 - 山田智明（#1、#2）、加藤敏（#3 - #34）
- 制作協力 - AV FACTORY、映像工房
- 制作 - カートゥーン・ネットワーク、東北新社

## 各話リスト
| 話数      | 話数      | 邦題                                            | 原題                                                                         | 放送日          | 放送日                 |
| --------- | --------- | ----------------------------------------------- | ---------------------------------------------------------------------------- | --------------- | ---------------------- |
| 1 （S1）  | 4         | 失われたブラーネー石                            | A Chip Off the Old Castle                                                    | 1998年 12月18日 | 9月30日                |
| 2         | 2         | プラチナのルーレットを追え                      | Platinum Wheel of Fortune                                                    | 12月26日        | 9月16日                |
| 3         | 7         | 終わりなき牛追い                                | Bull Running on Empty                                                        | 12月27日        | 11月11日               |
| 4         | 1         | 知り過ぎたネコ                                  | The Cat Who Knew Too Much                                                    | 1999年 1月2日   | 1995年 9月9日          |
| 5         | 11        | オージー・ウール怪事件                          | Outback Down Under                                                           | 1月3日          | 1996年 1月27日         |
| 6         | 5         | ギョギョッ 巨大魚誘拐                           | Something Fishy Around Here                                                  | 1月9日          | 10月7日                |
| 7         | 8         | 犯罪への切符                                    | A Ticket to Crime                                                            | 1月10日         | 11月18日               |
| 8         | 3         | 本物はどっちだ?                                 | Double Take                                                                  | 1月16日         | 9月23日                |
| 9         | 6         | 危険なビンゴ大会                                | B2 or not B2                                                                 | 1月17日         | 11月4日                |
| 10        | 12        | チェックなチェックなチェックな世界              | It's a Plaid, Plaid, Plaid, Plaid World                                      | 1月23日         | 2月3日                 |
| 11        | 9         | マルタのカナリア                                | The Maltese Canary                                                           | 1月24日         | 11月25日               |
| 12        | 13        | いちじく千金                                    | Go Fig                                                                       | 1月30日         | 2月17日                |
| 13        | 10        | クリスマス前夜のなくし物                        | It Happened One Night Before Christmas                                       | 1998年 12月20日 | 12月16日               |
| 14 （S2） | 14        | 宇宙からの訪問者/失われた秋の色                 | Spaced Out / Autumn's Leaving                                                | 1999年 6月3日   | 9月7日                 |
| 15        | 15        | 映画祭の怪事件/ヨーデル・リコール               | Catch as Catch Cannes / Yodel Recall                                         | 6月4日          | 9月14日                |
| 16        | 16        | 乗るか反るかのポルカ大会/オリエント急行失踪事件 | Don't Polka Me / The Granny Vanishes                                         | 6月5日          | 9月28日                |
| 17        | 18        | ナイルののろい/ハワイ33と3分の1                 | Curse of De Nile / Hawaii 33-1/3                                             | 6月6日          | 11月9日                |
| 18        | 17        | 空の恐怖/オランダ紀行                           | The Scare Up There / If It's Wednesday, This Must Be Holland                 | 6月7日          | 11月2日                |
| 19        | 19        | 神々はいつもガミガミ/ロンドン・ミステリーツアー | Keep Your Pantheon / London Broiled                                          | 6月8日          | 11月16日               |
| 20        | 21        | ひっくりカエル声の謎/犬ぞりさわぎ               | One Froggy Throat / Mush Ado About Nothing                                   | 6月9日          | 2月22日                |
| 21        | 20        | どこもかしこもリンカーン/カエルの帰る日         | They Call Me Mister Lincoln / Froggone It                                    | 6月10日         | 2月15日                |
| 22 （S3） | 22        | ボンベイのスター/感謝祭のハプニング             | The Star of Bombay / Happy Pranksgiving                                      | 6月11日         | 1997年 9月13日         |
| 23        | 23        | パリはにおっているか/伯爵の悩み                 | Is Paris Stinking? / Fangs for the Memories                                  | 6月12日         | 2月22日                |
| 24        | 24        | モスクワ・サイド・ストーリー/フェアはフェアーに | Moscow Side Story / Fair's Fair                                              | 6月14日         | 10月11日               |
| 25        | 25        | 墓場のアミーゴス/コンドルは逃げていく           | El dia de los pussygatos / 3 Days & 2 Nights of the Condor                   | 6月15日         | 11月1日                |
| 26        | 26        | 終わりよければすべてワン!/さまよえるグラニー    | Yelp / Jeepers Creepers                                                      | 6月16日         | 11月15日               |
| 27        | 27        | ノミのみぞ知る/ナイナイ・ナイアガラ             | Fleas Release Me / Niagara's Fallen                                          | 6月17日         | 1998年 2月7日          |
| 28        | 29        | 過去を取り戻せ/そしてカナリヤはいなくなった     | The Fountain of Funk / Yes, We Have No Canaries                              | 6月18日         | 2月21日                |
| 29        | 28        | とりつかれたホワイトハウス/ファーゴでニャーゴ   | Spooker of the House / Furgo                                                 | 6月19日         | 2月14日                |
| 30        | 30        | カメに習えば/プロレス・ラプソディ               | The Shell Game / Rasslin' Rhapsody                                           | 6月20日         | 2月28日                |
| 31        | 31        | 氷上の大乱闘/ネコ成金                           | Ice Cat-Pades / To Catch a Puddy                                             | 6月21日         | 4月25日                |
| 32        | 32        | ミステリーサークルの謎/海底庭園の危機           | Family Circles / Sea You Later                                               | 6月22日         | 5月2日                 |
| 33        | 33        | レッド・ニシンを探せ/エリア52の秘密             | A Case of Red Herring / Roswell That Ends Well                               | 6月23日         | 5月9日                 |
| 34        | 34        | 良い甥の見つけ方/幻覚の限界                     | A Good Nephew is Hard to Find / Mirage Sale                                  | 6月24日         | 5月16日                |
| -         | 35 （S4） | -                                               | The Stilted Perch / A Game of Cat and Monster!                               | -               | 9月19日                |
| -         | 36        | -                                               | You're Thor!? / I Gopher You                                                 | -               | 9月26日                |
| -         | 37        | -                                               | Hold the Lyin' King, Please / Suite Mystery of Wife - At Last I Found You... | -               | 10月3日                |
| -         | 38        | -                                               | The San Francisco Beat / The Triangle of Terror                              | -               | 10月10日               |
| -         | 39        | -                                               | Casino Evil / Happy Bathday to You                                           | -               | 11月7日                |
| -         | 40        | -                                               | The Rotha-Khan / Good Bird Hunting                                           | -               | 11月21日               |
| -         | 41        | -                                               | Feather Christmas / A Fist Full of Lutefisk                                  | -               | 12月12日 12月26日      |
| -         | 42        | -                                               | Venice, Anyone? / The Fifty Karat Furball                                    | -               | 1999年 1月16日 1月23日 |
| -         | 43        | -                                               | Son of Roswell That Ends Well / A Mynah Problem                              | -               | 1月30日 2月6日         |
| -         | 44        | -                                               | Whatever Happened to Shorty Twang / A Big Knight Out                         | -               | 2月13日 2月20日        |
| -         | 45        | -                                               | Brussels Sprouts / The Golden Bird of Shangri-Claw                           | -               | 2月27日                |
| -         | 46        | -                                               | When Granny Ruled the Earth / Dutch Tweet                                    | -               | 3月27日                |
| -         | 47        | -                                               | Bayou on The Half Shell / Seeing Double                                      | -               | 5月1日                 |
| -         | 48 （S5） | -                                               | This is The Kitty / Eye For An Aye Aye                                       | -               | 9月18日                |
| -         | 49        | -                                               | When Harry Met Salieri / The Early Woim Gets the Boid                        | -               | 9月25日                |
| -         | 50        | -                                               | Blackboard Jumble / What's The Frequency, Kitty?                             | -               | 11月20日               |
| -         | 51        | -                                               | Dial V for Veterinarian / California's Crusty Bronze                         | -               | 2000年 2月5日          |
| -         | 52        | -                                               | The Tail End? / This Is the End                                              | -               | 2002年 12月18日        |